# August Glänz
Franz August Glänz, auch Augustin Glänz, (* 1830 in Freiburg im Breisgau; † 1863 ebenda) war ein deutscher Schreiner und Holzbildhauer, der im neugotischen Stil arbeitete.

## Leben und Werk
August Glänz war einer von fünf Söhnen des Schreiners und Holzbildhauers Franz Sales Glänz (1810–1855) und übernahm nach dessen frühem Tod mit seinen Brüdern Otto Glänz (1837–1907) und Maximilian Glänz (1839–1868) dessen Werkstatt.
1856/57 fertigte er für das Andachtszimmer im Neuen Schloss in Baden-Baden die Rahmen für Glasfenster sowie Sitzbänke. 1858 schuf er einen Hochaltar für St. Blasius in Glottertal, von dem heute nur noch die Figur der Maria Immaculata in der Sakristei erhalten ist. 1858/59 fertigt er den Rahmen der Konventuhr für das Kloster St. Ursula in Villingen, deren Schild von Wilhelm Dürr bemalt und deren Werk von Lorenz Bob konstruiert wurde. 1859/61 schuf er nach einem bereits 1845 vorgelegten Plan einen Hochaltar für die Liebfrauenkirche in Gernsbach, für den Alois Knittel drei Figuren schnitzte.